# Thrixspermum amplexicaule
Thrixspermum amplexicaule är en orkidéart som först beskrevs av Carl Ludwig von Blume, och fick sitt nu gällande namn av Heinrich Gustav Reichenbach. Thrixspermum amplexicaule ingår i släktet Thrixspermum och familjen orkidéer. Inga underarter finns listade i Catalogue of Life.